# Félix Courché
Félix Courché, né le 20 avril 1863 à Paris 1er et mort le 22 mars 1944 à Paris 10e, est un peintre français du courant symboliste.

## Biographie

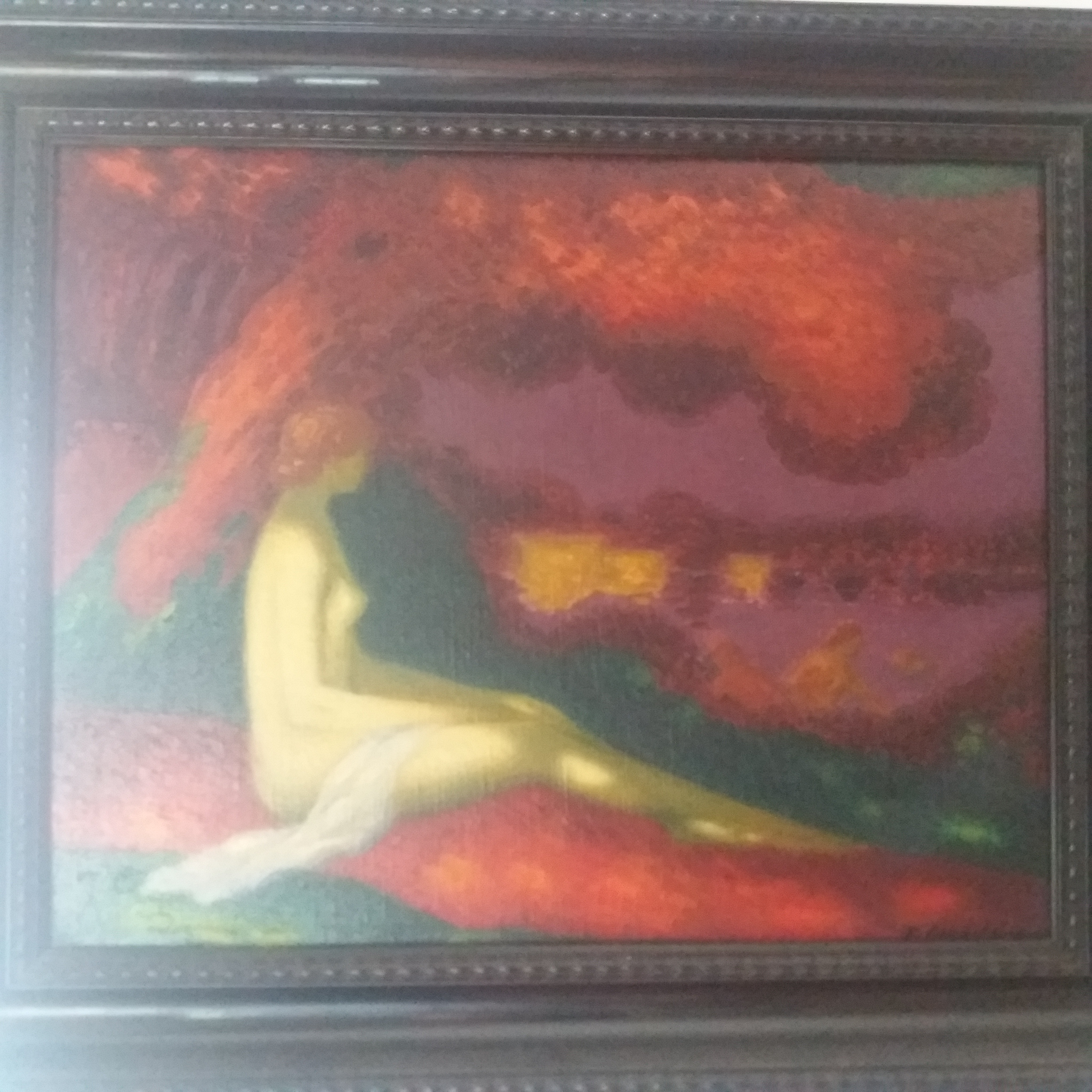
La Naïade Appolinaire par Félix Courché

Né le 20 avril 1863 à Paris, il a étudié sous Luigi Loir et Léon Bonnat à l'École nationale des beaux-arts,. Il a exposé au Salon des artistes français de 1885 à 1900 et au Salon des indépendants à partir de 1902. En 1906, il remporte une médaille de bronze à l'Exposition universelle de Milan et, en 1925, un diplôme d'honneur à l'Exposition des arts décoratifs. Il prend part aussi en 1926 à la Rétrospective des indépendants  et l'année d'après, y présente les toiles Soir de fête et Enchantement puis, en 1929, Doux repos.
Il est connu pour avoir décoré de nombreux hôtels particuliers par des fresques monumentales représentant des scènes mariant le symbolisme et l'abstraction utilisant massivement des couleurs vives comme le rouge, le vert, et le jaune. Peintre peu connu jusqu'à il y a une vingtaine d'années lorsque des acquéreurs retrouvent dans une maison des archives, dessins et lettres précisant la vie et l'œuvre pour la période de 1915 jusqu'à 1939.
Félix Courché hébergea principalement Van Dongen en 1912 et d'autres artistes dans sa maison du 10e arrondissement près du canal Saint-Martin. Le peintre participa à de nombreuses expositions et salons comme celui des indépendants en 1931, 1932, 1935, 1936, 1937.
La majorité des œuvres de Courché (environ une centaine) est répartie parmi des collections privées depuis 1975, la plus connue étant La Naïade Appolinaire que le couturier Gianni Versace acquit en 1995 auprès d'un marchand parisien pour la somme de 320 000 dollars et revenue à Paris dans une collection privée.